# Дверь к смерти
«Дверь к смерти» (англ. Door to Death) — детективная повесть американского писателя Рекса Стаута. Была написана в 1949 году. Входит в цикл произведений о сыщике Ниро Вульфе.

## Сюжет
Садовник оранжереи Ниро Вульфа, Теодор, уезжает из города, потому что ему приходит известие о тяжелой болезни его матери. Вульф приходит в отчаяние и желает разыскать нового садовника, кто будет заботиться о его орхидеях. Он узнаёт о садовнике Эндрю Красицком, который работает в садах у знаменитого богача Джозефа Джи Питкерна. Вульф посылает Красицкому телеграмму, в которой просит его работать у него. Вульф также два раза пытается дозвониться до него, однако ответа не получает. Тогда сыщик со своим помощником Арчи Гудвином отправляется в поместье Питкерна, чтобы самому предложить садовнику работу. Они встречаются, но вскоре в оранжерее у Красицкого обнаруживается труп экономки Питкерна по имени Дина Лауэр. Полиция арестовывает Красицкого, однако Вульф уверен, что к убийству причастен другой человек из семьи Питкерна. Ниро Вульф и Арчи Гудвин берутся за дело. Теперь им предстоит осуществлять незаконные действия, чтобы освободить из тюрьмы будущего садовника Вульфа.

## Экранизации
По этой повести была снята девятая серия первого сезона американского телесериала Тайны Ниро Вульфа.